# Европско првенство у атлетици на отвореном 2014 — штафета 4 × 100 метара за мушкарце
Такмичење у трци штафета 4 х 100 м у мушкој конкуренцији на Европском првенству у атлетици 2014. у Цириху одржано је 16. и 17. августа на стадиону Лецигрунд.
Титулу освојену у Хелсинкију 2012, бранила је штафета Холандије.

## Земље учеснице
Учествовало је 61 такмичар из 16 земаља.
1. Естонија (4)
2. Италија (4)
3. Литванија (4)
4. Немачка (4)
5. Пољска (4)
6. Португалија (4)
7. Румунија (4)
8. Турска (4)
9. Уједињено Краљевство (5)
10. Украјина (4)
11. Финска (4)
12. Француска (4)
13. Холандија (4)
14. Швајцарска (4)
15. Шведска (4)
16. Шпанија (4)

## Рекорди
| Рекорди пре почетка Европског првенства 2014. | Рекорди пре почетка Европског првенства 2014.                                         | Рекорди пре почетка Европског првенства 2014. | Рекорди пре почетка Европског првенства 2014. | Рекорди пре почетка Европског првенства 2014. |
| --------------------------------------------- | ------------------------------------------------------------------------------------- | --------------------------------------------- | --------------------------------------------- | --------------------------------------------- |
| Светски рекорд                                | Јамајка · (Неста Картер, Мајкл Фрејтер, Јохан Блејк, Јусејн Болт)                     | 36,84                                         | Лондон, Уједињено Краљевство                  | 11. август 2012.                              |
| Европски рекорд                               | Велика Британија · (Џејсон Гарднер, Дарен Кембел, Марлон Девониш, Двејн Чемберс)      | 37,73                                         | Севиља, Шпанија                               | 29. август 1999.                              |
| Рекорди Европских првенстава                  | Француска · (Макс Моринијер, Данијел Сангума, Jean-Charles Trouabal, Бруно Мари-Роз)  | 37,79                                         | Сплит, Југославија                            | 1. септембар 1990.                            |
| Најбољи светски резултат сезоне               | Јамајка · (Jason Livermore, Кемар Бејли Кол, Никел Ашмид, Јусејн Болт)                | 37,58                                         | Глазгов, Уједињено Краљевство                 | 25. мај 2014.                                 |
| Најбољи европски резултат сезоне              | Велика Британија · (Ричард Килти, Хари Ејкинс-Аритеј, Џејмс Елингтон, Данијел Талбот) | 37,93                                         | Насау, Бахаме                                 | 25. мај 2014.                                 |

## Освајачи медаља
|                                                                                                 |                                                                       |                                                             |
| Уједињено Краљевство Ричард Килти Хари Ејкинс-Аритеј Џејмс Елингтон Адам Џемили Данијел Талбот* | Немачка Јулијан Ројс Sven Knipphals Александр Косенков Лукас Јакупчик | Француска Пјер Венсан Кристоф Леметр Теди Тинмар Ben Bassaw |

## Сатница
| Датум      | Време | Коло          |
| ---------- | ----- | ------------- |
| 16. август | 15:35 | Квалификације |
| 17. август | 17:05 | Финале        |

## Стартна листа
Табела представља листу земаља пре почетка првенства у трци штафете 4 х 100 метара са њиховим најбољим резултатом у сезони 2014, националних рекордом.
| Група | Стаза | Земља                | НРС   | НР    |
| ----- | ----- | -------------------- | ----- | ----- |
| 1     | 1     | Украјина             | 38,53 | 38,53 |
| 1     | 2     | Турска               |       | 39,81 |
| 1     | 3     | Естонија             |       | 39,69 |
| 1     | 4     | Уједињено Краљевство | 37,93 | 37,73 |
| 1     | 5     | Швајцарска           |       | 38,62 |
| 1     | 6     | Финска               |       | 39,29 |
| 1     | 7     | Шведска              |       | 38,63 |
| 1     | 8     | Холандија            | 38,52 | 38,29 |
| 2     | 1     | Португалија          |       | 38,88 |
| 2     | 2     | Пољска               | 38,60 | 38,31 |
| 2     | 3     | Румунија             |       | 39,47 |
| 2     | 4     | Француска            | 38,33 | 37,79 |
| 2     | 5     | Немачка              | 38,46 | 38,02 |
| 2     | 6     | Шпанија              | 39,85 | 38,46 |
| 2     | 7     | Италија              | 39,06 | 38,17 |
| 2     | 8     | Литванија            | 40,00 | 39,81 |

## Резултати

### Квалификације
За 8 места у финалу квалификовале су се по три првопласиране штафете из обе квалификационе групе (КВ) и две штафете по постигнутом резултату (кв).,
| Поз. | Група | Стаза | Штафета              | Атлетичари                                                                       | Време | Белешка |
| ---- | ----- | ----- | -------------------- | -------------------------------------------------------------------------------- | ----- | ------- |
| 1.   | 2     | 5     | Немачка              | Јулијан Ројс, Sven Knipphals, Александр Косенков, Лукас Јакупчик                 | 38,15 | КВ, НРС |
| 2.   | 1     | 4     | Уједињено Краљевство | Ричард Килти, Хари Ејкинс-Аритеј, Џејмс Елингтон, Данијел Талбот                 | 38,26 | КВ      |
| 3.   | 1     | 5     | Швајцарска           | Паскал Манцини, Рето Шенкел, Suganthan Somasundaram, Алекс Вилсон                | 38,54 | НР      |
| 4.   | 2     | 4     | Француска            | Пјер Венсан, Кристоф Леметр, Теди Тинмар, Ben Bassaw                             | 38,55 | КВ      |
| 5.   | 2     | 7     | Италија              | Фабио Черути, Eseosa Desalu, Дијего Марани, Делмас Обоу                          | 38,71 | КВ, НРС |
| 6.   | 2     | 2     | Пољска               | Роберт Кубачик, Даријуш Кућ, Kamil Masztak, Карол Залевски                       | 38,75 | кв      |
| 7.   | 2     | 1     | Португалија          | Diogo Antunes, Франсис Обиквелу, Арналдо Абрантес, Јазалдес Насименто            | 38,79 | кв, НР  |
| 8.   | 1     | 8     | Холандија            | Ђовани Кодрингтон, Чуранди Мартина, Hensley Paulina, Wouter Brus                 | 38,90 | КВ      |
| 9.   | 1     | 1     | Украјина             | Roman Kravtsov, Сергеј Смелик, Виталиј Корж, Емил Ибрахимов                      | 39,03 |         |
| 10.  | 1     | 7     | Шведска              | Том Клинг-Баптисте, Стефан Тарнувуд, Александер Брорсон, Ерик Хагберг            | 39,27 | НРС     |
| 11.  | 1     | 6     | Финска               | Ету Рантала, Вили Милимеки, Јонатан Остранд, Хану Хемелајнен                     | 39,47 | НРС     |
| 12.  | 1     | 3     | Естонија             | Март Муру, Rait Veesalu, Markus Ellisaar, Марек Нит                              | 39,52 | НР      |
| 13.  | 2     | 3     | Румунија             | Stefan Alexandru Codreanu, Doru Teofilescu, Alexandru Terpezan, Catalin Campeanu | 39,67 | НРС     |
| 14.  | 1     | 2     | Турска               | Umutcan Emektas, Изет Сафер, Aykut Ay, Рамил Гулијев                             | 39,83 | НРС     |
| 15.  | 2     | 8     | Литванија            | Жилвинас Адомавичиус, Костас Скрабулис, Угниус Савицкас, Ритис Сакалаускас       | 40,15 |         |
|      | 1     | 6     | Шпанија              | Едуард Вилес, Серхио Руиз, Иван Хесус Рамос, Adrià Burriel                       | НЗ    |         |

### Финале
| Поз. | Стаза | Штафета              | Атлетичари                                                            | Време | Белешка |
| ---- | ----- | -------------------- | --------------------------------------------------------------------- | ----- | ------- |
|      | 3     | Уједињено Краљевство | Ричард Килти, Хари Ејкинс-Аритеј, Џејмс Елингтон, Адам Џемили         | 37,93 | =ЕРС    |
|      | 4     | Немачка              | Јулијан Ројс, Sven Knipphals, Александр Косенков, Лукас Јакупчик      | 38,09 | НРС     |
|      | 6     | Француска            | Пјер Венсан, Кристоф Леметр, Теди Тинмар, Ben Bassaw                  | 38,47 |         |
| 4.   | 5     | Швајцарска           | Паскал Манцини, Рето Шенкел, Suganthan Somasundaram, Алекс Вилсон     | 38,56 |         |
| 5.   | 8     | Холандија            | Ђовани Кодрингтон, Чуранди Мартина, Hensley Paulina, Wouter Brus      | 38,60 |         |
| 6.   | 1     | Пољска               | Адам Павловски, Даријуш Кућ, Kamil Masztak, Карол Залевски            | 38,85 |         |
|      | 7     | Италија              | Фабио Черути, Eseosa Desalu, Дијего Марани, Делмас Обоу               | НЗ    |         |
|      | 1     | Португалија          | Diogo Antunes, Франсис Обиквелу, Арналдо Абрантес, Јазалдес Насименто | НЗ    |         |